# تاماش كادار
تاماش كادار (بالمجرية: Kádár Tamás)‏ (مواليد 14 مارس 1990) هو لاعب كرة قدم. يلعب مع منتخب المجر لكرة القدم. سبق له أن لعب في بطولة أمم أوروبا لكرة القدم 2016 مع منتخب بلاده.

## روابط خارجية
- تاماش كادار على موقع الاتحاد الأوربي (الإنجليزية)
- تاماش كادار على موقع اتحاد أوكرانيا (الإنجليزية)
- تاماش كادار على موقع قاعدة بيانات كرة القدم.إي يو (الإنجليزية)
- تاماش كادار على موقع ناشيونال فوتبول تيمز (الإنجليزية)
- تاماش كادار على موقع Soccerbase.com (لاعب) (الإنجليزية)
- تاماش كادار على موقع Soccerway.com (الإنجليزية)
- تاماش كادار على موقع عالم كرة القدم.نت (الإنجليزية)
- تاماش كادار على موقع AS.com (الإسبانية)